# Обучение посредством компютър
Обучение посредством компютър (на английски: Computer-mediated learning) е всяка форма на обучение, която се предоставя и подпомага от компютър.
Терминът обучение посредством компютър е с широко значение. Той включва в себе си термини като „обучение, подпомогнато от компютър“, „компютърно базирано обучение“ и редица други. За разлика от компютърно базираното обучение, където е задължително компютърът да играе централна роля в процеса на обучение, при обучението посредством компютър е без значение каква е ролята на компютъра, т.е. включва се всяка форма на използване на компютър за подпомагане на процеса на обучение.
Концепцията за обучение посредством компютър се заражда в началото на 1980-те години. Оттогава датират и първите опити този вид обучение да се приложи на практика. Още оттогава започнал да се забелязва големият потенциал на обучението посредством компютър като средство, което да подпомага традиционните форми на обучение, както в учебната сграда, така и извън нея.
Използването на обучение посредством компютър предоставя възможността, чрез използването на необходимия допълнителен софтуер и/или хардуер, да се извършват дейности, които иначе биха били неосъществими. Такива дейности са например симулациите на сложни процеси – промишлени процеси, пилотиране на летателни апарати, управление на мореплавателни съдове и т.н.
Обучението посредством компютър предоставя възможност за по-задълбочена дискусия между обучаемите и преподавателите, както и между самите обучаеми, поради липсата на ограничение във времето и мястото за провеждане на дискусията, което дава на учащите възможност да обмислят по-добре своите отговори. Освен това, обучаемите, които не владеят достатъчно добре на говоримо ниво езика, на който се провежда обучението, са в по-равностойно положение с учащите, за които този език е майчин. Не на последно място, обучението посредством компютър осигурява възможност на преподавателския екип за по-широк поглед върху работата на обучаемите, което е трудно осъществимо при дискусии, на които присъстват десетки учащи.
Въпреки предимствата на обучението посредством компютър, то не представлява панацея, а трябва да се използва единствено с цел подпомагане на традиционните форми на обучение, защото в някои случаи липсата на обикновено общуване с преподавател може да предизвика трудности в учебния процес. Не всеки предмет може да бъде изучаван на компютър. Обучението чрез компютър не е подходящо за някои дисциплини, където се изисква повече общуване между хората и човешки емоции.
Обучението посредством компютър или още казано дистанционното обучение. Какво представлява дистанционното обучение с интернет? Дистанционното обучение с интернет (Internet-Based Training, Online Training, Net-Based Training) представлява обучение, което се осъществява посредством интернет или интранет. При този вид обучение в повечето случаи се използва някакъв Web-браузър, например Internet Explorer или Netscape Navigator. Всяка обучаваща програма, която използва интернет като технология за доставяне на учебните материали, дори e-mail кореспонденцията и трансфера на файлове, спада към този вид дистанционно обучение (Hall, 1997). Днес много учебни заведения си задават въпроса – може ли интернет да замести традиционното обучение „учител-ученик“ ? Реалността показва, че World Wide Web и другите технологии в много случаи са ефективно средство за обучение, което дава добри резултати, но не може (и не е необходимо) изцяло да замести традиционното обучение.